# Hej Sloveni
Hej Sloveni (Hei, slavi) este un imn dedicat popoarelor slave. Primele versuri au fost scrise în 1834 de Samuel Tomášik, sub titlul Hej, Slováci (Hei, slovaci), iar de atunci a fost folosit ca imn al mișcării panslave, imn al mișcării de educație fizică și politică Sokol, imn național al RSF Iugoslavia și imn tranzițional al Uniunii Statale a Serbiei și Muntenegrului. Cântecul este considerat a fi al doilea imn neoficial al slovacilor. Melodia este inspirată din Mazurek Dąbrowskiego, care a fost de asemenea imnul național al Poloniei din 1926, dar este mult mai lent și mai accentuat.

## Text
Textele originale în diferitele limbi slave sunt următoarele:
Slovacă
Hej, Slováci, ešte naša
slovenská reč žije,
Dokiaľ naše verné srdce
za náš národ bije.
Žije, žije, duch slovenský,
bude žiť naveky,
Hrom a peklo, márne vaše
proti nám sú vzteky!
Jazyka dar zveril nám Boh,
Boh náš hromovládny,
Nesmie nám ho teda vyrvať
na tom svete žiadny;
I nechže je koľko ľudí,
toľko čertov v svete;
Boh je s nami: kto proti nám,
toho Parom zmetie.
A nechže sa i nad nami
hrozná búrka vznesie,
Skala puká, dub sa láme
a zem nech sa trasie;
My stojíme stále pevne,
ako múry hradné.
Čierna zem pohltí toho,
kto odstúpi zradne!
Cehă
Hej, Slované, ještě naše
slovanská řeč žije,
pokud naše věrné srdce
pro náš národ bije.
Žije, žije duch slovanský,
bude žít na věky.
Hrom a peklo, marné vaše,
proti nám jsou vzteky.
Jazyka dar svěřil nám Bůh,
Bůh náš hromovládný.
Nesmí nám ho tedy vyrvat
na tom světě žádný.
I nechať je tolik lidí,
kolik čertů v světě.
Bůh je s námi, kdo proti nám,
toho Perun smete.
A nechať se též nad námi,
hrozná bouře vznese.
Skála puká, dub se láme.
Země ať se třese !
My stojíme stále pevně,
jako stěny hradné.
Černá zem pohltí toho,
kdo odstoupí zrádně ...
Poloneză
Hej Słowianie, jeszcze nasza
Słowian mowa żyje,
póki nasze wierne serce
za nasz naród bije.
Żyje, żyje duch słowiański,
i żyć będzie wiecznie,
Gromy, piekło - złości waszej
ujdziem my bezpiecznie!
Dar języka zwierzył nam Bóg,
Bóg nasz gromowładny,
Nie śmie nam go tedy wyrwać
na świecie człek żadny.
Ilu ludzi, tylu wrogów,
możem mieć na świecie,
Bóg jest z nami, kto nam wrogiem,
tego Piorun zmiecie!
I niechaj się ponad nami
groźna burza wzniesie,
skała pęka, dąb się łamie,
ziemia niech się trzęsie.
My stoimy stale, pewnie,
jako mury grodu.
Czarna ziemio, pochłoń tego,
kto zdrajcą narodu!
Rusă
Гей, Славяне, наше слово
Песней звонкой льётся
И не смолкнет, пока сердце
За народ свой бьётся.
Дух Славянский жив на веки
В нас он не угаснет,
Беснованье силы вражьей
Против нас напрасно.
Наше слово дал нам Бог
На то Его воля!
Кто заставит нашу песню
Смолкнуть в чистом поле?
Против нас хоть весь мир, что нам
Восставай задорно.
С нами Бог наш, кто не с нами —
Тот умрёт позорно.
Bosniacă
Hej Slaveni, jošte živi
Riječ naših djedova
Dok za narod srce bije
Njihovih sinova
Živi, živi duh slavenski
Živjet će vjekov'ma
Zalud prijeti ponor pakla
Zalud vatra groma
Nek se sada i nad nama
Burom sve raznese
Stijena puca, dub se lama
Zemlja nek se trese
Mi stojimo postojano
Kano klisurine
Proklet bio izdajica
Svoje domovine!
Sârbă
Хеј Словени, јоште живи
Дух (реч) наших дедова
Док за народ срце бије
Њихових синова
Живи, живи дух словенски
Живеће веков'ма
Залуд прети понор пакла,
Залуд ватра грома
Нек' се сада и над нама
Буром све разнесе
Стена пуца, дуб се лама,
Земља нек' се тресе
Ми стојимо постојано
Кано клисурине,
Проклет био издајица
Своје домовине!
Croată
Hej Slaveni, jošte živi
Riječ naših djedova
Dok za narod srce bije
Njihovih sinova
Živi, živi duh slavenski
Živjet će vjekov'ma
'Zalud prijeti ponor pakla
'Zalud vatra groma
Nek se sada i nad nama
Burom sve raznese
Stijena puca, dub se lomi
Zemlja nek se trese
Mi stojimo postojano
Kano klisurine
Proklet bio izdajica
Svoje domovine!
Macedoneană
Еј, Словени, жив е тука
зборот свет на родот
штом за народ срце чука
преку син во внукот!
Жив е вечно, жив е духот
словенски во слога.
Не нè плашат адски бездни
ниту громов оган!
Пустошејќи, нека бура
и над нас се втурне!
Пука даб и карпа сура,
тлото ќе се урне:
Стоиме на стамен-прагот
- клисури и бедем!
Проклет да е тој што предал
Родина на врагот!
Bulgară
Хей, славяни, ще живее
наш'та реч звънлива!
Ще живее, докогато
има хора живи.
Ще живее и пребъде
и духът славянски,
който разгромява твърдо
ордите тирански.

Нека страшна буря вие
над главите наши.
Нека гърмове ни бият,
няма да се плашим!
Ние бдим на вечна стража
като планините
и готови сме да смажем
всеки похитител!похитител!
бийе
наследници.
славянски
векове,

Ucraineană
Гей, слов’яни, наше слово
Піснею лунає
І не стихне, поки серце
За народ страждає
Наше слово дав Господь нам
На те Його воля
Хто примусить нашу пісню
Змовкнути у полі?
Дух слов’янський живе вічно
В нас він не погасне
Злої сили біснування
Проти нас завчасне
Проти нас хоч світ повстане
Але нам те марно
З нами Бог, а хто не знами-
Згине той безславно.

## Traducere înRomână
Hei, Slavi!

Încă trăiește limba strămoșilor noștri,

[și va trăi] cât timp va bate

pentru popor inima propriilor descentenți.

Să trăiești, să trăiești, suflet slav,

să trăiești în veci!

Amenințarea focului împotriva

noastră e inutilă.

Aceste cuvinte ni le-a transmis

Dumnezeu aceasta e voința

Sa, cântecul nostru nu poate

fi redus la tăcere,

noi rămânem [tot] în picioare,

vârtoși ca stâncile.

Să fie blestemați trădătorii Patriei!